# Литл Бритен (Пенсилванија)
Литл Бритен (енгл. Little Britain) насељено је место без административног статуса у америчкој савезној држави Пенсилванија.

## Демографија
По попису из 2010. године број становника је 372.
| Група             | 2000.    | 2010.       |
| Белци             | 0 (0,0%) | 358 (96,2%) |
| Афроамериканци    | 0 (0,0%) | 4 (1,1%)    |
| Азијати           | 0 (0,0%) | 2 (0,5%)    |
| Хиспаноамериканци | 0 (0,0%) | 4 (1,1%)    |
| Укупно            | 0        | 372         |